# LGBT-ovsko roditeljstvo
Mnoge lezbijke, gejevi, biseksualne i transrodne osobe imaju djecu. Prema popisu stanovništva u SAD-u, 2000. godine 33% ženskih istospolnih kućanstava i 22% muških imala su bar jedno dijete mlađe od 18 godina koje je s njima živjelo. Unatoč tome, roditeljstvo, i posebno usvajanje djece od strane istospolnih parova, jedna je od tema političkih rasprava u mnogim državama, koja se često vidi kao kulturni rat između konzervativnih i liberalnih društvenih grupa.

## Kako LGBT osobe postaju roditelji
Uobičajeni načini kako LGBT osobe postaju roditelji su usvajanje, donacija sperme, hraniteljske obitelji i surogatno majčinstvo, kao i slučajevi kada su majka ili otac prije istospolne veze bili u heteroseksualnoj vezi iz koje imaju dijete. Godine 2005. u SAD-u je 270 313 djece živjelo u istospolnim obiteljima.
S druge strane, mnoge LGBT osobe podižu djecu u heteroseksualnim brakovima, u kojima često ni sami članovi obitelji ne znaju da njihovi partneri/ice ili jedan od roditelja nisu heteroseksualni. Razlozi zbog kojih neki ljudi skrivaju svoju seksualnu orijentaciju unutar heteroseksualnih brakova mogu biti različiti, od straha od diskriminacije do prave ljubavi, želje za obitelji
, ili razloga vezanih s religijom. Coming out pred članovima obitelji može biti vrlo težak za neke od ovih ljudi, a članovi njihovih obitelji moraju se suočiti kako s novom spoznajom, tako i sa stavovima protiv homoseksualizma.

## Procjene roditeljstva i posljedice kod djece
Znanstvena istraživanja dosljedno pokazuju da su istospolni roditelji jednako spremni i sposobni za odgoj djece kao i heteroseksualni roditelji. Istraživanja su pokazala da ne postoji veza između seksualne orijentacije roditelja i mjere emocionalne, psihološke prilagođenosti ili prilagođenosti u ponašanju. U stručnoj literaturi je naznačeno da je dobro stanje roditelja u financijskom, psihološkom i fizičkom smislu dodatno poboljšano brakom i da djeca imaju koristi od toga da budu odgajana od strane roditelja koji su u zakonski priznatoj zajednici.
Američka udruga psihologa, Američka udruga psihijatra, Nacionalna udruga socijalnih radnika izjavljuju:
Profesorica Judith Stacey s Državnog sveučilišta u New Yorku primijetila je:
Među ovim organizacijama koje podržavaju roditeljska prava gejeva i lezbijki su: Američka psihijatrijska udruga, Nacionalna udruga socijalnih radnika, Liga Amerike za dječje zdravlje, Američka odvjetnička komora, Sjevernoamerički savjet za usvajanje djece, Američka akademija pedijatara, Američka udruga psihoanalitičara, Američka akademija obiteljskih liječnika, u SAD; Kraljevski koledž psihijatara u Ujedinjenom Kraljevstvu i Kanadska udruga psihologa u Kanadi.
Američka udruga psihologa podržava usvajanje djece i roditeljstvo od strane istospolnih parova, navodeći da društvene predrasude štete psihološkom zdravlju gejeva i lezbijki, ali da ne postoje empirijski dokazi da njihovo roditeljstvo može štetiti djeci. Američka liječnička udruga izdala je slično priopćenje, podržavajući usvajanje djece od strane istospolnih parova priopćavajući da, iako ima malo dokaza protiv LGBT roditeljstva, nedostatak formalnog priznavanja istospolnih parova može izazvati nejednakosti u zdravstvenoj njezi djece istospolnih roditelja. Kanadska udruga psihologa izrazila je zabrinutost što neke osobe i institucije loše tumače rezultate psiholoških istraživanja kako bi podržali svoje pozicije, iako su njihove pozicije temeljene na drugim sustavima vjerovanja i vrednovanja.
Diskusija se ponekad fokusira na pitanje hoće li djeca iz istospolnih obitelji biti naklonjenija tome da imaju istospolna seksualna iskustva ili da se identificiraju kao gejevi i lezbijke. S druge strane, postavlja se pitanje je li to uopće relevantno, s obzirom na to da homoseksualnost nije bolest ili nedostatak i da se ne smatra štetnom, nepoželjnom i ne predviđa intervenciju ili mjere prevencije profesije koja se bavi mentalnim zdravljem. Nekoliko provjerenih studija koje su uspoređivale djecu koja odrastaju uz dvije majke i djecu koja odrastaju uz majku i oca nisu našle vezu između istospolnog roditeljstva i vjerojatnosti da će se djeca kasnije identificirati kao gejevi/lezbijke.

## Više informacija
- Umjetna oplodnja
- Istospolni brak
- Surogatno majčinstvo

## Vanjske poveznice
- Lesbian, Gay, Bisexual and Transgender (LGBT) parented Families-A Literature Review prepared for The Australian Psychological Society  Arhivirana inačica izvorne stranice od 4. ožujka 2011. (Wayback Machine) (2007.), pristupljeno, 30. siječnja 2014.
- Pediatrics: The Effects of Marriage, Civil Union, and Domestic Partnership Laws on the Health and Well-being of Children (2006.), pristupljeno, 30. siječnja 2014.
- Too High a Price-The Case Against restricting Gay Parenting (updated second edition)  Arhivirana inačica izvorne stranice od 12. siječnja 2011. (Wayback Machine) (2006.), pristupljeno, 30. siječnja 2014.
- American Psychological Association (APA) Public Interest Directorate: Research Summary on Lesbian and Gay Parenting (2005.), pristupljeno, 30. siječnja 2014.
- Brief presented to the Zakonodavstvo House of Commons Committee on Bill C38 By the Canadian Psychological Association  Arhivirana inačica izvorne stranice od 13. listopada 2012. (Wayback Machine) (2005.), pristupljeno, 30. siječnja 2014.
- Rainbow Rumpus, časopis za djecu LGBT roditelja  Arhivirana inačica izvorne stranice od 26. kolovoza 2009. (Wayback Machine), pristupljeno, 30. siječnja 2014.